# Diomede Marvasi
Diomede Marvasi (Cittanova, 13 agosto 1827 – Castellammare di Stabia, 17 ottobre 1875) è stato un giurista, patriota e politico italiano.

## Biografia
Era il figlio di Tommaso e da Gerolama Guzzo.
Dopo aver compiuto gli studi classici a Monteleone, si trasferì in seguito a Napoli per studiare giurisprudenza. Di idee liberali, fu allievo di Francesco De Sanctis, con il quale partecipò, venendo ferito, ai moti del 1848. Fu arrestato più volte ed infine condannato all'esilio perpetuo dal Regno di Napoli nel 1853. Riuscito a fuggire dalla nave che lo doveva condurre in America si rifugiò prima a Malta, poi in Piemonte a Torino, dove esercitò l'avvocatura e collaborò, con il Mancini, lo Scialoja ed il Pisanelli alla stesura di un Commentario del Codice di Procedura Civile per gli Stati Sardi.

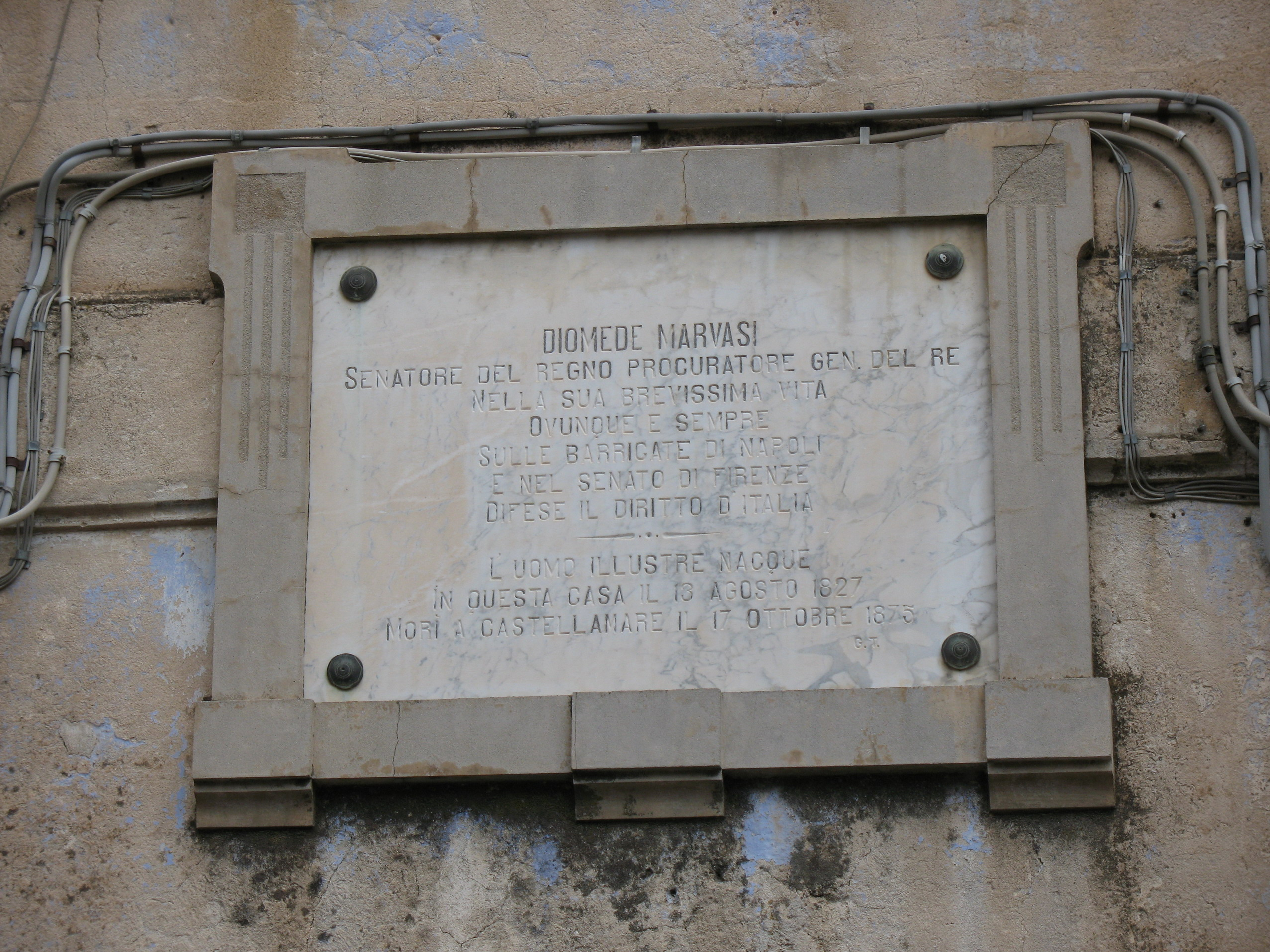
Targa commemorativa posta sulla casa natale di Diomede Marvasi

Nel 1860 fu nominato professore di diritto costituzionale all'Università di Modena e Reggio Emilia, cattedra che non occupò mai in quanto richiamato a Napoli dal successo della spedizione dei Mille . Qui ritornato dopo l'Unità d'Italia, ricoprì numerosi incarichi nella magistratura.
Candidato al parlamento nel 1861, la sua elezione fu annullata (due volte) per incompatibilità con la carica di capo della polizia luogotenenziale prima e di giudice della Gran Corte Criminale in seguito. Nel 1867 rappresentò, come pubblico ministero, l'accusa nel processo davanti al Senato del regno, costituito in Alta Corte di Giustizia, contro l'ammiraglio Carlo Pellion di Persano in conseguenza della sconfitta nella battaglia di Lissa.
Consigliere presso la Corte di Cassazione di Napoli nel 1868, fece parte della Commissione per la riforma del Codice penale e ne fu il Relatore. Commissario Straordinario del comune di Napoli nel 1872, Procuratore Generale presso la Corte di Appello di Napoli nel 1873, Procuratore Generale presso la Corte di cassazione di Napoli nel marzo 1874, il 15 novembre dello stesso anno fu nominato senatore.